# Eugène Bourdon
Pour les articles homonymes, voir Bourdon.
Eugène Bourdon, né le 11 avril 1808 à Paris et mort le 29 septembre 1884 dans la même ville, est un horloger et ingénieur français. Il est l'inventeur du manomètre métallique du même nom dont il obtint un brevet le 18 juin 1849.

## Biographie
Ce fils d'un marchand de soie manifesta dès l'école élémentaire une inclination pour les arts mécaniques. Il séjourna en Allemagne de 1826 à 28 pour y compléter son apprentissage. De retour à Paris, il seconda d'abord son père dans ses affaires, puis fut employé au bureau d'étude  Jecker et Calla. Il finit par créer en compte propre un atelier d'instruments scientifiques, spécialisé dans les maquettes de machines à vapeur.
À la recherche d'un mécanisme lui permettant de mesurer la pression d'enceinte du compresseur tout en évitant l'emploi des baromètres à cuve de mercure, il imagina d'utiliser la flexion d'un tube circulaire fait d'un métal présentant de bonnes propriétés élastiques : c'est ainsi qu'il élabora le manomètre à tube de Bourdon, breveté le 18 juin 1849 à Paris, et dont il accorda licence aux ateliers Félix Richard (1809–1876). Cette invention est couronnée de la médaille d'or lors de l’Exposition universelle de 1849. Deux ans plus tard, lors de l’Exposition universelle de 1851, il se voit décerner la Council Medal en partage avec son concurrent, Lucien Vidie.

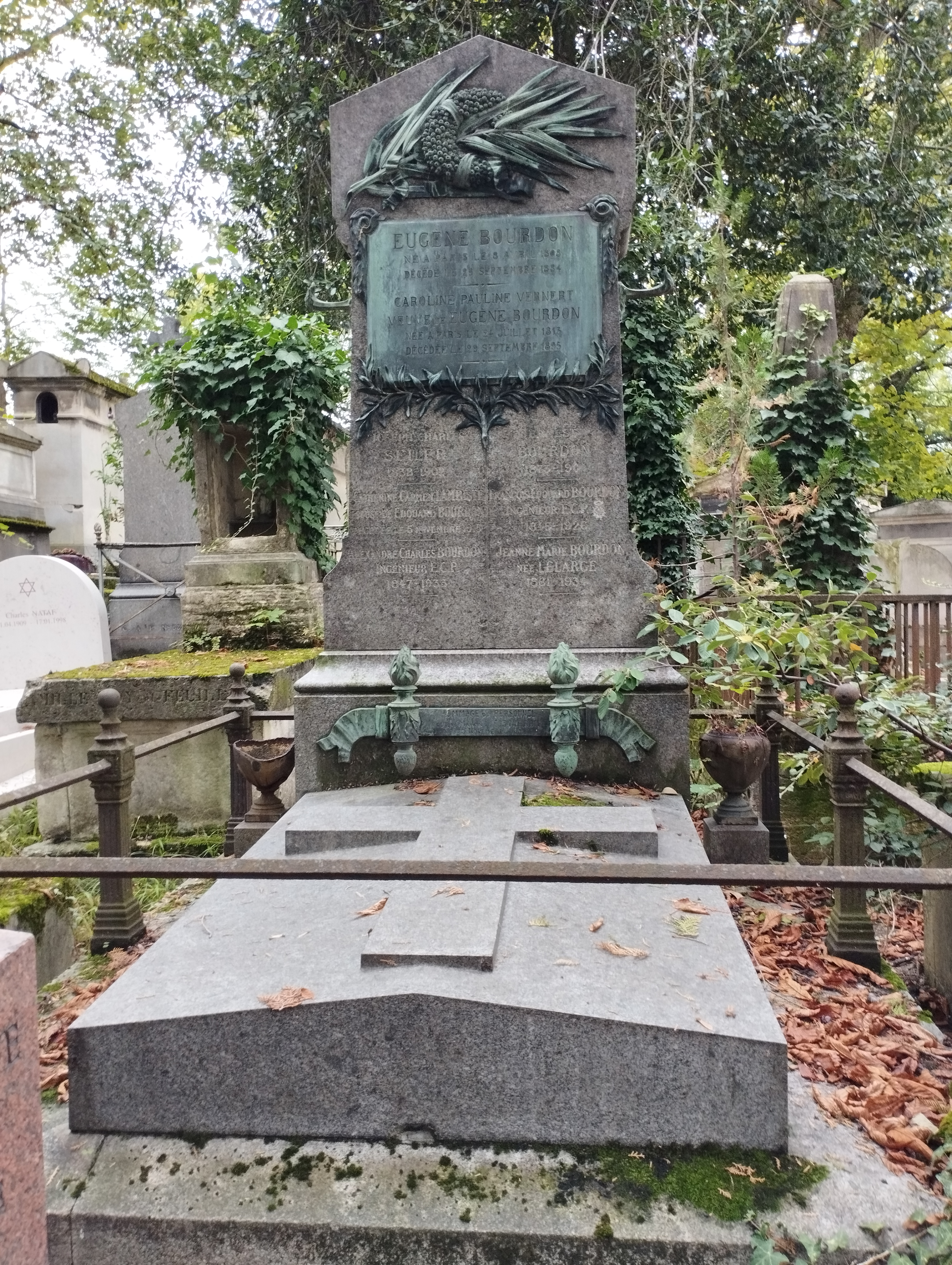
Tombe d'Eugène Bourdon au cimetière du Père-Lachaise (division 14).

Il est inhumé au cimetière du Père-Lachaise (14e division).